# Teriologia
Teriologia, mammologia, mammalogia, mastologia (gr. θηριον thērion „dzikie zwierzę”, od θηρ thēr, θηρος thēros „zwierzę”; λογος logos „słowo, dyskusja”) – dział zoologii zajmujący się ssakami (Mammalia), ich budową, ekologią, systematyką, rozmieszczeniem (zoogeografia), ewolucją i biologią.
Zainteresowanie ssakami sięga początków ludzkości, zwierzęta te były bowiem obiektem polowań. Znajomość ich zwyczajów była konieczna dla przetrwania, a później umożliwiła ich oswajanie i hodowlę. Pierwsze naukowe opisy zwierząt sporządził Arystoteles. Ssaki, z wyjątkiem waleni, zaliczył do grupy żyworodnych czworonogów (Quadrupeda). Kolejną pracą, w której znalazły się opisy ssaków była Naturalis historia autorstwa Pliniusza Starszego. W Polsce pierwsze wzmianki o ssakach łownych pojawiły się w średniowieczu w dziełach Jana Długosza i Marcina Kromera. W okresie renesansu Konrad Gesner napisał prace o charakterze encyklopedycznym, w których zebrał niemal całą wiedzę zoologiczną tamtych czasów. Jedną z pierwszych prac przełożonych na język polski, obejmujących zagadnienia zoologiczne, była encyklopedia Buffona.
Okres intensywnego rozwoju teriologii rozpoczął się w XVIII wieku. Do najwybitniejszych postaci tego okresu należy George Shaw, który badał zwierzęta Australii. W XIX wieku intensywnie rozwijały się nauki morfologiczne, co wpłynęło na lepsze poznanie anatomii zwierząt. W tym okresie zasłynęli ze swych prac dotyczących teriologii Richard Owen, Georges Cuvier, Alfred Brehm, Ernst Haeckel, Edward Drinker Cope.
W 1954 roku August Dehnel założył czasopismo naukowe „Acta Theriologica”.
Badaniem ssaków w Polsce zajmuje się usytuowany w Białowieży Instytut Biologii Ssaków Polskiej Akademii Nauk.

## Działy teriologii
- chiropterologia – nauka o nietoperzach
- prymatologia – nauka o ssakach naczelnych
- cetologia – nauka o waleniach
- kynologia – nauka o psach
- felinologia – nauka o kotach
- hipologia – nauka o koniach
- paleoteriologia – dział paleontologii